# Patinage de vitesse aux Jeux olympiques de 1952
Pour des articles plus généraux, voir Patinage de vitesse aux Jeux olympiques et Jeux olympiques d'hiver de 1952.
Navigation
Saint-Moritz 1948 Cortina d'Ampezzo 1956
Les quatre épreuves de patinage de vitesse aux Jeux olympiques d'hiver de 1952 ont lieu du 16 au 19 février 1952.

## Podiums
| Épreuves                          | Or                     | Argent                  | Bronze                  |
| --------------------------------- | ---------------------- | ----------------------- | ----------------------- |
| 500 mètres résultats détaillés    | Ken Henry (USA)        | Don McDermott (USA)     | Gordon Audley (CAN)     |
| 500 mètres résultats détaillés    | Ken Henry (USA)        | Don McDermott (USA)     | Arne Johansen (NOR)     |
| 1 500 mètres résultats détaillés  | Hjalmar Andersen (NOR) | Wim van der Voort (NED) | Roald Aas (NOR)         |
| 5 000 mètres résultats détaillés  | Hjalmar Andersen (NOR) | Kees Broekman (NED)     | Sverre Haugli (NOR)     |
| 10 000 mètres résultats détaillés | Hjalmar Andersen (NOR) | Kees Broekman (NED)     | Carl-Erik Asplund (SWE) |

## Nations participantes
Sept patineurs de vitesse participent dans les quatre épreuves. Un total de 67 patineurs de 14 nations participent aux Jeux d'Oslo :
| - Australie (1) - Autriche (3) - Belgique (3) - Canada (4) - Finlande (6) | - Allemagne (1) - Grande-Bretagne (3) - Hongrie (2) - Italie (3) - Japon (6) | - Pays-Bas (7) - Norvège (12) - Suède (9) - États-Unis (7) |

## Tableau des médailles
| Rang  | Nation     | Or | Argent | Bronze | Total |
| ----- | ---------- | -- | ------ | ------ | ----- |
| 1     | Norvège    | 3  | 0      | 3      | 6     |
| 2     | États-Unis | 1  | 1      | 0      | 2     |
| 3     | Pays-Bas   | 0  | 3      | 0      | 3     |
| 4     | Canada     | 0  | 0      | 1      | 1     |
| 4     | Suède      | 0  | 0      | 1      | 1     |
|       |            |    |        |        |       |
| Total | Total      | 4  | 4      | 5      | 13    |

## Résultats
| Place | Patineur                   | Temps           |
| ----- | -------------------------- | --------------- |
| 1     | Kenneth Henry (USA)        | 43 s 2          |
| 2     | Don McDermott (USA)        | 43 s 9          |
| 3     | Gordon Audley (CAN)        | 44 s 0          |
| 3     | Arne Johansen (NOR)        | 44 s 0          |
| 5     | Finn Helgesen (NOR)        | 44 s 0          |
| 6     | Hroar Elvenes (NOR)        | 44 s 1          |
| 6     | Kiyotaka Takabayashi (JPN) | 44 s 1          |
| 8     | Gerard Maarse (NED)        | 44 s 2          |
| 8     | Toivo Salonen (FIN)        | 44 s 2          |
| 10    | Sigmund Søfteland (NOR)    | 44 s 3          |
| 11    | Johnny Werket (USA)        | 44 s 5          |
| 12    | Masanori Aoki (JPN)        | 44 s 8          |
| 12    | Mats Bolmstedt (SWE)       | 44 s 8          |
| 12    | Frank Stack (CAN)          | 44 s 8          |
| 15    | Robert Fitzgerald (USA)    | 44 s 9          |
| 15    | Sukenobu Kudo (JPN)        | 44 s 9          |
| 15    | Craig MacKay (CAN)         | 44 s 9          |
| 18    | Tsuneo Sato (JPN)          | 45 s 2          |
| 19    | Cockie van der Elst (NED)  | 45 s 3          |
| 19    | Wim van der Voort (NED)    | 45 s 3          |
| 21    | Norman Holwell (GBR)       | 45 s 4          |
| 21    | Kalevi Laitinen (FIN)      | 45 s 4          |
| 23    | Gunnar Ström (SWE)         | 45 s 6          |
| 24    | Kauko Salomaa (FIN)        | 45 s 7          |
| 25    | Stig Lindberg (SWE)        | 45 s 9          |
| 25    | Franz Offenberger (AUT)    | 45 s 9          |
| 25    | Enrico Musolino (ITA)      | 45 s 9          |
| 28    | Ferenc Lőrincz (HUN)       | 46 s 1          |
| 29    | Colin Hickey (AUS)         | 46 s 2          |
| 30    | Ralf Olin (CAN)            | 46 s 5          |
| 31    | Bengt Malmsten (SWE)       | 46 s 6          |
| 32    | József Merényi (HUN)       | 46 s 7          |
| 33    | Theo Meding (GER)          | 46 s 8          |
| 34    | Bill Jones (GBR)           | 46 s 9          |
| 35    | Robert Laboubée (BEL)      | 47 s 2          |
| 36    | Konrad Pecher (AUT)        | 47 s 3          |
| 37    | Arthur Mannsbarth (AUT)    | 47 s 6          |
| 38    | Guido Citterio (ITA)       | 48 s 2          |
| 39    | Jean Massez (BEL)          | 49 s 2          |
| —     | Jan Charisius (NED)        | N'a pas terminé |
| —     | Lassi Parkkinen (FIN)      | N'a pas terminé |

| Place | Patineur                   | Temps        |
| ----- | -------------------------- | ------------ |
| 1     | Hjalmar Andersen (NOR)     | 2 min 20 s 4 |
| 2     | Wim van der Voort (NED)    | 2 min 20 s 6 |
| 3     | Roald Aas (NOR)            | 2 min 21 s 6 |
| 4     | Carl-Erik Asplund (SWE)    | 2 min 22 s 6 |
| 5     | Kees Broekman (NED)        | 2 min 22 s 8 |
| 6     | Lassi Parkkinen (FIN)      | 2 min 23 s 0 |
| 7     | Kauko Salomaa (FIN)        | 2 min 23 s 3 |
| 8     | Sigvard Ericsson (SWE)     | 2 min 23 s 4 |
| 8     | Ivar Martinsen (NOR)       | 2 min 23 s 4 |
| 10    | Ferenc Lőrincz (HUN)       | 2 min 23 s 7 |
| 11    | Tsuneo Sato (JPN)          | 2 min 23 s 9 |
| 12    | Gerard Maarse (NED)        | 2 min 24 s 3 |
| 12    | Johnny Werket (USA)        | 2 min 24 s 3 |
| 14    | Norman Holwell (GBR)       | 2 min 24 s 5 |
| 15    | Nic Stene (NOR)            | 2 min 24 s 8 |
| 16    | Craig MacKay (CAN)         | 2 min 25 s 0 |
| 17    | Ken Henry (USA)            | 2 min 25 s 0 |
| 18    | Pat McNamara (USA)         | 2 min 25 s 5 |
| 19    | Gunnar Ström (SWE)         | 2 min 25 s 8 |
| 20    | Franz Offenberger (AUT)    | 2 min 25 s 9 |
| 21    | József Merényi (HUN)       | 2 min 26 s 1 |
| 22    | Arthur Mannsbarth (AUT)    | 2 min 26 s 6 |
| 23    | Masanori Aoki (JPN)        | 2 min 26 s 9 |
| 24    | Kalevi Laitinen (FIN)      | 2 min 27 s 1 |
| 25    | Toivo Salonen (FIN)        | 2 min 27 s 4 |
| 26    | Cockie van der Elst (NED)  | 2 min 27 s 6 |
| 26    | John Wickström (SWE)       | 2 min 27 s 6 |
| 28    | Don McDermott (USA)        | 2 min 28 s 8 |
| 29    | Ralf Olin (CAN)            | 2 min 29 s 3 |
| 30    | Colin Hickey (AUS)         | 2 min 30 s 4 |
| 31    | Enrico Musolino (ITA)      | 2 min 30 s 7 |
| 32    | Guido Citterio (ITA)       | 2 min 30 s 8 |
| 33    | Sukenobu Kudo (JPN)        | 2 min 31 s 6 |
| 34    | Kiyotaka Takabayashi (JPN) | 2 min 32 s 0 |
| 35    | Bill Jones (GBR)           | 2 min 32 s 2 |
| 36    | Konrad Pecher (AUT)        | 2 min 34 s 8 |
| 37    | Robert Laboubée (BEL)      | 2 min 36 s 4 |
| 38    | John Hearn (GBR)           | 2 min 40 s 1 |
| 39    | Jean Massez (BEL)          | 2 min 43 s 8 |

| Place | Patineur                  | Temps           |
| ----- | ------------------------- | --------------- |
| 1     | Hjalmar Andersen (NOR)    | 8 min 10 s 6 OR |
| 2     | Kees Broekman (NED)       | 8 min 21 s 6    |
| 3     | Sverre Haugli (NOR)       | 8 min 22 s 4    |
| 4     | Anton Huiskes (NED)       | 8 min 28 s 5    |
| 5     | Wim van der Voort (NED)   | 8 min 30 s 6    |
| 6     | Carl-Erik Asplund (SWE)   | 8 min 30 s 7    |
| 7     | Pentti Lammio (FIN)       | 8 min 31 s 9    |
| 8     | Arthur Mannsbarth (AUT)   | 8 min 36 s 3    |
| 9     | Wiggo Hanssen (NOR)       | 8 min 37 s 2    |
| 10    | Yoshiyasu Gomi (JPN)      | 8 min 38 s 6    |
| 11    | Göthe Hedlund (SWE)       | 8 min 39 s 2    |
| 12    | Matti Tuomi (FIN)         | 8 min 40 s 0    |
| 13    | Kauko Salomaa (FIN)       | 8 min 40 s 1    |
| 14    | Sigvard Ericsson (SWE)    | 8 min 40 s 8    |
| 15    | Kazuhiko Sugawara (JPN)   | 8 min 44 s 4    |
| 16    | Norman Holwell (GBR)      | 8 min 44 s 5    |
| 17    | John Hearn (GBR)          | 8 min 47 s 0    |
| 18    | John Wickström (SWE)      | 8 min 47 s 2    |
| 19    | Egbert van 't Oever (NED) | 8 min 47 s 6    |
| 20    | Yngvar Karlsen (NOR)      | 8 min 48 s 2    |
| 21    | Ferenc Lőrincz (HUN)      | 8 min 51 s 2    |
| 22    | Kalevi Laitinen (FIN)     | 8 min 52 s 4    |
| 23    | Craig MacKay (CAN)        | 8 min 52 s 5    |
| 24    | Pat McNamara (USA)        | 8 min 53 s 4    |
| 25    | Ralf Olin (CAN)           | 8 min 54 s 2    |
| 26    | József Merényi (HUN)      | 8 min 56 s 6    |
| 27    | Theo Meding (GER)         | 8 min 57 s 4    |
| 28    | Colin Hickey (AUS)        | 8 min 57 s 6    |
| 29    | Ken Henry (USA)           | 8 min 59 s 9    |
| 30    | Franz Offenberger (AUT)   | 9 min 03 s 0    |
| 31    | Bill Jones (GBR)          | 9 min 03 s 7    |
| 32    | Konrad Pecher (AUT)       | 9 min 04 s 9    |
| 33    | Chuck Burke (USA)         | 9 min 06 s 4    |
| 34    | Al Broadhurst (USA)       | 9 min 09 s 2    |
| 35    | Pierre Huylebroeck (BEL)  | 9 min 34 s 4    |

| Place | Patineur                                | Temps            |
| ----- | --------------------------------------- | ---------------- |
| 1     | Hjalmar Andersen (NOR)                  | 16 min 45 s 8 OR |
| 2     | Kees Broekman (NED)                     | 17 min 10 s 6    |
| 3     | Carl-Erik Asplund (SWE)                 | 17 min 16 s 6    |
| 4     | Pentti Lammio (FIN)                     | 17 min 20 s 5    |
| 5     | Anton Huiskes (NED)                     | 17 min 25 s 5    |
| 6     | Sverre Haugli (1925)Sverre Haugli (NOR) | 17 min 30 s 2    |
| 7     | Kazuhiko Sugawara (JPN)                 | 17 min 34 s 0    |
| 8     | Lassi Parkkinen (FIN)                   | 17 min 36 s 8    |
| 9     | Göthe Hedlund (SWE)                     | 17 min 39 s 2    |
| 10    | John Hearn (GBR)                        | 17 min 41 s 5    |
| 11    | Arthur Mannsbarth (AUT)                 | 17 min 44 s 2    |
| 12    | Kauko Salomaa (FIN)                     | 17 min 49 s 6    |
| 13    | Sigvard Ericsson (SWE)                  | 17 min 52 s 8    |
| 14    | Yoshiyasu Gomi (JPN)                    | 17 min 53 s 0    |
| 15    | Norman Holwell (GBR)                    | 18 min 02 s 4    |
| 16    | Pat McNamara (USA)                      | 18 min 08 s 7    |
| 17    | József Merényi (HUN)                    | 18 min 09 s 0    |
| 18    | Yngvar Karlsen (NOR)                    | 18 min 10 s 6    |
| 19    | Egbert van 't Oever (NED)               | 18 min 20 s 8    |
| 20    | Gunnar Hallkvist (SWE)                  | 18 min 20 s 9    |
| 21    | Ralf Olin (CAN)                         | 18 min 22 s 8    |
| 22    | Theo Meding (GER)                       | 18 min 24 s 4    |
| 23    | Matti Tuomi (FIN)                       | 18 min 25 s 5    |
| 24    | Craig MacKay (CAN)                      | 18 min 27 s 4    |
| 25    | Al Broadhurst (USA)                     | 18 min 44 s 2    |
| 26    | Franz Offenberger (AUT)                 | 19 min 04 s 2    |
| 27    | Chuck Burke (USA)                       | 19 min 07 s 1    |
| 28    | Guido Caroli (ITA)                      | 19 min 13 s 6    |
| —     | Ingar Nordlund (NOR)                    | N'a pas terminé  |
| —     | Johnny Werket (USA)                     | N'a pas terminé  |